# Heterakis dispar
Heterakis dispar ist ein die Blinddärme besiedelnder Parasit bei Vögeln aus der Unterordnung der Spulwürmer. Er befällt vor allem Hühner, Gänse und Enten und ist einer der Auslöser der Heterakiose.

## Merkmale
Männchen sind 11 bis 18 mm lang, Weibchen 16 bis 23 mm und damit größer als andere Heterakis-Arten. Die Spicula sind 40 bis 50 μm lang, linkes und rechtes Spiculum haben etwa die gleiche Länge.

## Lebenszyklus
Heterakis dispar hat einen direkten Lebenszyklus ohne Zwischenwirt, es können aber Regenwürmer als paratenischer Wirt fungieren. Die Eier gelangen mit dem Kot in die Außenwelt. Unter optimalen Temperaturen entwickelt sich innerhalb von zwei Wochen im Ei die Larve 3. Die Eier können in der Außenwelt mehrere Monate ansteckend bleiben. Die Ansteckung erfolgt entweder durch Aufnahme der Eier als Schmierinfektion oder durch die zuvor in die Gewebe der Regenwürmer ausgewanderten Larven mit dem Regenwurm. Im Darm des Endwirts entwickelt sich die Larve zum Adulten. Die Präpatenz beträgt etwa vier Wochen, die Adulten haben eine Lebensdauer von etwa einem Jahr.